# Skallingen (Groenland)
Het Skallingen is een gebied in Nationaal park Noordoost-Groenland in het oosten van Groenland.

## Geografie
Het gebied wordt in het noorden begrensd door de rivieren Græsdal en Sæfaxi Elv, in het oosten door de Dijmphna Sund en de Spaltegletsjer en in het zuiden door het Nioghalvfjerdsfjorden met de Nioghalvfjerdsgletsjer. In het noordoosten liggen de Prinses Caroline-Mathilde Alpen. Skallingen is het zuidelijkste gedeelte van Kroonprins Christiaanland.
Aan de overzijde van het water ligt in het oosten Hovgaard Ø en in het zuiden aan de andere zijde van het fjord het Lambertland.